# Seviteronel
Seviteronel (mã phát triển VT-464 và trước đây là INO-464) là một loại thuốc trị ung thư thử nghiệm đang được Viamet Dược phẩm và Dược phẩm Innocrin phát triển để điều trị ung thư tuyến tiền liệt và ung thư vú. Nó là một chất ức chế CYP17A1 không steroid và hoạt động bằng cách ức chế sản xuất androgen và estrogen trong cơ thể. Kể từ tháng 7 năm 2017, Seviteronel đang trong giai đoạn thử nghiệm lâm sàng giai đoạn II đối với cả ung thư tuyến tiền liệt và ung thư vú. Vào tháng 1 năm 2016, nó đã được Cục Quản lý Thực phẩm và Dược phẩm Hoa Kỳ chỉ định tình trạng theo dõi nhanh cho bệnh ung thư tuyến tiền liệt. Vào tháng 4 năm 2017, Seviteronel cũng nhận được chỉ định điều trị ung thư vú nhanh chóng.

## Dược lý

### Dược lực học
Seviteronel là một loại thuốc chống ung thư không steroid, hoạt động đặc biệt như một chất ức chế tổng hợp androgen thông qua sự ức chế enzyme CYP17A1, để điều trị ung thư tuyến tiền liệt kháng thiến. Nó có độ chọn lọc xấp xỉ 10 lần để ức chế 17,20-lyase (IC50 = 69 nM) trên 17α-hydroxylase (IC50 = 670 nM), mà kết quả trong vòng chưa can thiệp với corticosteroid sản xuất liên quan đến các chất ức chế CYP17A1 phê duyệt abiraterone axetat (mà phải được dùng kết hợp với prednisone để tránh thiếu hụt glucocorticoid và dư thừa mineralocorticoid do ức chế 17α-hydroxylase) và do đó có thể administerable mà không có một đồng thời glucocorticoid ngoại sinh. Seviteronel được lựa chọn nhiều hơn 58 lần để ức chế 17,20-lyase so với abiraterone (chất chuyển hóa hoạt động của abiraterone acetate), có giá trị IC50 để ức chế 17,20-lyase và 17α-hydroxylase của 15 nM và 2,5 nM, tương ứng. Ngoài ra, trong các mô hình in vitro, Seviteronel dường như có hiệu quả cao hơn như là một antiandrogen so với abiraterone. Tương tự như abiraterone acetate, Seviteronel cũng đã được tìm thấy hoạt động ở một mức độ nào đó như là một chất đối kháng của thụ thể androgen.

## Xã hội và văn hoá

### Tên gốc
Seviteronel là tên gốc của thuốc và thuốc INN.